# Bowdon (Georgia)
Bowdon è una città degli Stati Uniti d'America, situata in Georgia, nella Contea di Carroll.